# Luminate
（又稱尼爾森音樂統計，英語：、以及）是一家音樂和娛樂產業數據供應商。公司於2020年，由尼爾森音樂、Alpha Data（舊稱BuzzAngle Music）以及Variety商业智能数据提供商（舊稱TVtracker）合併成立。

## 外部連結
- 官方网站
- 尼爾森音樂銷售調查（又稱SoundScan） （页面存档备份，存于）